# Ba Ngạn
Ba Ngạn (tiếng Trung: 巴彦县, Hán Việt: Ba Ngạn huyện) là một là một huyện thuộc địa cấp thị Cáp Nhĩ Tân, tỉnh Hắc Long Giang, Cộng hòa Nhân dân Trung Hoa. Huyện này có diện tích 3138 km2, dân số 700.000 người, mã số bưu chính 151800. Trụ sở chính quyền huyện này ở trấn Ba Ngạn. Huyện Ba Ngạn được chia ra thành 10 trấn (Ba Ngạn, Hưng Long, Tây Tập, 洼兴, Long Tuyền, Ba Ngạn Cảng, Long Miếu, Vạn Phát, Thiên Tăng, Hắc Sơn) và 8 hương (Tùng Hoa Giang, Phú Giang, Hoa Sơn, Phong Lạc, Đức Tường, Hồng Quang, Sơn Hậu, Trấn Đông) và Cục nông lâm Hưng Long.

## Khí hậu
| Dữ liệu khí hậu của Ba Ngạn, elevation 134 m (440 ft), (1991–2020 normals, extremes 1981–2010) | Dữ liệu khí hậu của Ba Ngạn, elevation 134 m (440 ft), (1991–2020 normals, extremes 1981–2010) | Dữ liệu khí hậu của Ba Ngạn, elevation 134 m (440 ft), (1991–2020 normals, extremes 1981–2010) | Dữ liệu khí hậu của Ba Ngạn, elevation 134 m (440 ft), (1991–2020 normals, extremes 1981–2010) | Dữ liệu khí hậu của Ba Ngạn, elevation 134 m (440 ft), (1991–2020 normals, extremes 1981–2010) | Dữ liệu khí hậu của Ba Ngạn, elevation 134 m (440 ft), (1991–2020 normals, extremes 1981–2010) | Dữ liệu khí hậu của Ba Ngạn, elevation 134 m (440 ft), (1991–2020 normals, extremes 1981–2010) | Dữ liệu khí hậu của Ba Ngạn, elevation 134 m (440 ft), (1991–2020 normals, extremes 1981–2010) | Dữ liệu khí hậu của Ba Ngạn, elevation 134 m (440 ft), (1991–2020 normals, extremes 1981–2010) | Dữ liệu khí hậu của Ba Ngạn, elevation 134 m (440 ft), (1991–2020 normals, extremes 1981–2010) | Dữ liệu khí hậu của Ba Ngạn, elevation 134 m (440 ft), (1991–2020 normals, extremes 1981–2010) | Dữ liệu khí hậu của Ba Ngạn, elevation 134 m (440 ft), (1991–2020 normals, extremes 1981–2010) | Dữ liệu khí hậu của Ba Ngạn, elevation 134 m (440 ft), (1991–2020 normals, extremes 1981–2010) | Dữ liệu khí hậu của Ba Ngạn, elevation 134 m (440 ft), (1991–2020 normals, extremes 1981–2010) |
| Tháng                                                                                          | 1                                                                                              | 2                                                                                              | 3                                                                                              | 4                                                                                              | 5                                                                                              | 6                                                                                              | 7                                                                                              | 8                                                                                              | 9                                                                                              | 10                                                                                             | 11                                                                                             | 12                                                                                             | Năm                                                                                            |
| ---------------------------------------------------------------------------------------------- | ---------------------------------------------------------------------------------------------- | ---------------------------------------------------------------------------------------------- | ---------------------------------------------------------------------------------------------- | ---------------------------------------------------------------------------------------------- | ---------------------------------------------------------------------------------------------- | ---------------------------------------------------------------------------------------------- | ---------------------------------------------------------------------------------------------- | ---------------------------------------------------------------------------------------------- | ---------------------------------------------------------------------------------------------- | ---------------------------------------------------------------------------------------------- | ---------------------------------------------------------------------------------------------- | ---------------------------------------------------------------------------------------------- | ---------------------------------------------------------------------------------------------- |
| Cao kỉ lục °C (°F)                                                                             | 1.4 (34.5)                                                                                     | 8.3 (46.9)                                                                                     | 20.1 (68.2)                                                                                    | 29.8 (85.6)                                                                                    | 34.1 (93.4)                                                                                    | 37.9 (100.2)                                                                                   | 36.7 (98.1)                                                                                    | 34.8 (94.6)                                                                                    | 30.5 (86.9)                                                                                    | 26.0 (78.8)                                                                                    | 17.0 (62.6)                                                                                    | 7.0 (44.6)                                                                                     | 37.9 (100.2)                                                                                   |
| Trung bình ngày tối đa °C (°F)                                                                 | −13.5 (7.7)                                                                                    | −7.3 (18.9)                                                                                    | 2.2 (36.0)                                                                                     | 13.4 (56.1)                                                                                    | 21.3 (70.3)                                                                                    | 26.1 (79.0)                                                                                    | 27.6 (81.7)                                                                                    | 26.0 (78.8)                                                                                    | 21.3 (70.3)                                                                                    | 11.9 (53.4)                                                                                    | −0.9 (30.4)                                                                                    | −11.4 (11.5)                                                                                   | 9.7 (49.5)                                                                                     |
| Trung bình ngày °C (°F)                                                                        | −20.1 (−4.2)                                                                                   | −14.8 (5.4)                                                                                    | −4.1 (24.6)                                                                                    | 6.6 (43.9)                                                                                     | 14.6 (58.3)                                                                                    | 20.3 (68.5)                                                                                    | 22.6 (72.7)                                                                                    | 20.8 (69.4)                                                                                    | 14.5 (58.1)                                                                                    | 5.6 (42.1)                                                                                     | −6.3 (20.7)                                                                                    | −17.2 (1.0)                                                                                    | 3.5 (38.4)                                                                                     |
| Tối thiểu trung bình ngày °C (°F)                                                              | −26.0 (−14.8)                                                                                  | −21.8 (−7.2)                                                                                   | −10.4 (13.3)                                                                                   | 0.0 (32.0)                                                                                     | 7.8 (46.0)                                                                                     | 14.7 (58.5)                                                                                    | 18.0 (64.4)                                                                                    | 16.2 (61.2)                                                                                    | 8.7 (47.7)                                                                                     | 0.1 (32.2)                                                                                     | −11.3 (11.7)                                                                                   | −22.6 (−8.7)                                                                                   | −2.2 (28.0)                                                                                    |
| Thấp kỉ lục °C (°F)                                                                            | −42.5 (−44.5)                                                                                  | −41.0 (−41.8)                                                                                  | −30.3 (−22.5)                                                                                  | −14.0 (6.8)                                                                                    | −6.2 (20.8)                                                                                    | 3.7 (38.7)                                                                                     | 8.4 (47.1)                                                                                     | 7.2 (45.0)                                                                                     | −4.6 (23.7)                                                                                    | −17.7 (0.1)                                                                                    | −31.1 (−24.0)                                                                                  | −37.1 (−34.8)                                                                                  | −42.5 (−44.5)                                                                                  |
| Lượng Giáng thủy trung bình mm (inches)                                                        | 3.0 (0.12)                                                                                     | 4.0 (0.16)                                                                                     | 10.2 (0.40)                                                                                    | 22.6 (0.89)                                                                                    | 59.8 (2.35)                                                                                    | 112.0 (4.41)                                                                                   | 166.4 (6.55)                                                                                   | 129.8 (5.11)                                                                                   | 62.4 (2.46)                                                                                    | 26.9 (1.06)                                                                                    | 13.0 (0.51)                                                                                    | 6.7 (0.26)                                                                                     | 616.8 (24.28)                                                                                  |
| Số ngày giáng thủy trung bình (≥ 0.1 mm)                                                       | 4.8                                                                                            | 3.7                                                                                            | 5.5                                                                                            | 7.4                                                                                            | 12.2                                                                                           | 14.7                                                                                           | 14.5                                                                                           | 13.4                                                                                           | 9.7                                                                                            | 7.1                                                                                            | 5.9                                                                                            | 6.7                                                                                            | 105.6                                                                                          |
| Số ngày tuyết rơi trung bình                                                                   | 8.0                                                                                            | 5.9                                                                                            | 7.0                                                                                            | 2.8                                                                                            | 0.1                                                                                            | 0                                                                                              | 0                                                                                              | 0                                                                                              | 0                                                                                              | 2.1                                                                                            | 7.7                                                                                            | 9.6                                                                                            | 43.2                                                                                           |
| Độ ẩm tương đối trung bình (%)                                                                 | 76                                                                                             | 72                                                                                             | 64                                                                                             | 55                                                                                             | 58                                                                                             | 70                                                                                             | 82                                                                                             | 84                                                                                             | 76                                                                                             | 68                                                                                             | 70                                                                                             | 76                                                                                             | 71                                                                                             |
| Số giờ nắng trung bình tháng                                                                   | 170.6                                                                                          | 198.6                                                                                          | 239.6                                                                                          | 230.8                                                                                          | 247.7                                                                                          | 244.5                                                                                          | 232.1                                                                                          | 219.9                                                                                          | 220.6                                                                                          | 192.8                                                                                          | 160.9                                                                                          | 151.9                                                                                          | 2.510                                                                                          |
| Phần trăm nắng có thể                                                                          | 60                                                                                             | 68                                                                                             | 65                                                                                             | 57                                                                                             | 53                                                                                             | 52                                                                                             | 49                                                                                             | 51                                                                                             | 59                                                                                             | 58                                                                                             | 57                                                                                             | 57                                                                                             | 57                                                                                             |
| Nguồn: China Meteorological Administration                                                     |                                                                                                |                                                                                                |                                                                                                |                                                                                                |                                                                                                |                                                                                                |                                                                                                |                                                                                                |                                                                                                |                                                                                                |                                                                                                |                                                                                                |                                                                                                |